# Geophila minutiflora
Geophila minutiflora är en måreväxtart som beskrevs av Brother Alain. Geophila minutiflora ingår i släktet Geophila och familjen måreväxter. Inga underarter finns listade i Catalogue of Life.